# 鷹司兼輔
鷹司 兼輔（たかつかさ かねすけ）は、戦国時代の公卿。鷹司家11代当主。
太政大臣・鷹司政平の子。官位は従一位・関白、左大臣。

## 官職歴
- 初期の経歴は不明。
- ? - 明応10年2月9日　右近衛中将
- 明応6年正月12日（1497年2月14日） - 明応10年2月9日（1501年2月26日）　権中納言
- 明応10年2月9日（1501年2月26日） - 永正3年4月16日（1506年5月8日）　権大納言
- 文亀4年12月7日（1505年1月12日） - 永正10年10月5日（1513年11月2日）　左近衛大将
- 永正3年4月16日（1506年5月8日） - 永正4年4月6日（1507年5月17日）　内大臣
- 永正4年4月6日（1507年5月17日） - 永正12年4月16日（1515年5月29日）　右大臣
- 永正11年8月29日（1514年9月17日） - 永正15年3月25日（1518年5月4日）　関白（後柏原天皇）
- 永正12年4月16日（1515年5月29日） - 永正15年4月21日（1518年5月30日）　左大臣

## 位階歴
- 明応2年3月24日（1493年4月10日）　従三位
- 明応3年3月10日（1494年4月15日）　正三位
- 文亀元年8月18日（1501年9月30日）　従二位
- 文亀3年6月5日（1503年6月28日）　正二位
- 永正12年12月16日（1516年1月19日）　従一位
- 天文11年正月7日（1542年1月22日）　准三宮

## 系譜
- 父：鷹司政平（1445-1517）
- 母：一条経子 - 一条兼良の娘
- 妻：正親町三条公治の娘
  - 男子：鷹司忠冬（1509-1546）